# Ator 2 - L'invincibile Orion
Série Ator
Ator le Conquérant
(1982) Ator, le Guerrier de fer
(1987)
Pour plus de détails, voir Fiche technique et Distribution.
Ator 2 - L'invincibile Orion est un péplum médiéval fantastique italien réalisé par Joe D'Amato et sorti en 1982.
C'est la suite de Ator le Conquérant du même réalisateur. À la différence du premier, Ator 2 - L'invincibile Orion n'est jamais sorti en francophonie.

## Synopsis
Le guerrier Ator doit sauver la Terre d'une bombe atomique primitive appelée le noyau géométrique.

## Fiche technique
Sauf indication contraire, les informations mentionnées dans cette section peuvent être confirmées par la base de données cinématographiques IMDb,  présente dans la section « Liens externes ».
- Titre original italien : Ator 2 - L'invincibile Orion ou La vendetta di Ator[1]
- Réalisation : Joe D'Amato
- Scénario : Joe D'Amato
- Photographie : Joe D'Amato
- Montage : Joe D'Amato
- Musique : Carlo Rustichelli
- Production : John Newman
- Pays de production :  Italie
- Langue originale : italien
- Format : Couleur - Son mono - 35 mm
- Durée : 92 minutes (1 h 32)
- Genre : Médiéval fantastique
- Dates de sortie :
  - Espagne : 16 décembre 1982
  - Italie : 27 juin 1983 (Naples)

## Distribution
- Miles O'Keeffe : Ator
- Lisa Foster : Mila
- David Brandon (sous le nom de « David Cain Haughton ») : Zor
- Charles Borromel : Akronas
- Kiro Wehara (sous le nom de « Chen Wong ») : Thong
- Nello Pazzafini (sous le nom de « Ned Steinberg ») : Wallon
- Stephan Soffer : Ravani